# Новое Байсарово
Но́вое Байса́рово (тат. Яңа Байсар) — деревня в Актанышском районе Республики Татарстан, в составе Старобайсаровского сельского поселения.

## История
По исследованиям Анвара Асфандиярова, выделилась из коренной деревни между 1875-1895 годами.
В 1905 году в Новобайсарово в 86 домах жили 227 человек. В 1912 году в 57 дворах насчитывалось 292 башкира-вотчинника.

## Население
| 1897 | 1906 | 1913 | 1920 | 1926 | 1938 | 1949 | 1958 | 1970 | 1979 | 1989 | 2002 | 2010 | 2015 |
| ---- | ---- | ---- | ---- | ---- | ---- | ---- | ---- | ---- | ---- | ---- | ---- | ---- | ---- |
| 207  | 227  | 202  | 305  | 317  | 322  | 206  | 197  | 211  | 153  | 104  | 102  | 132  | 132  |

Национальный состав села: татары (2015 год).